# Vivo Pay
A Vivo Pay é uma fintech brasileira que atua como o braço de serviços financeiros da Telefônica Brasil, operadora da marca Vivo. Constituída como uma Sociedade de Crédito Direto (SCD), a empresa foi autorizada a operar pelo Banco Central do Brasil em 2 de setembro de 2024, representando um movimento estratégico da companhia de telecomunicações para aprofundar sua atuação no setor financeiro.
A empresa é uma controlada indireta da Telefônica Brasil e tem como objetivo principal a oferta de operações de crédito e financiamento por meio de uma plataforma eletrônica, utilizando exclusivamente recursos próprios. Seu público-alvo prioritário são os clientes da base da Vivo, com os serviços financeiros integrados diretamente no aplicativo principal da operadora, o “App Vivo”, buscando alavancar a ampla base de usuários e a capilaridade da marca.

## Histórico

### Primeiros passos em serviços financeiros (2020–2021)
A incursão da Vivo no mercado de serviços financeiros começou a se consolidar em 2020, com a oferta dos primeiros produtos de crédito. Em outubro daquele ano, a empresa lançou o Vivo Money, um serviço de empréstimo pessoal inicialmente direcionado aos seus clientes dos planos pós-pago e controle. Este movimento inicial foi executado por meio de parcerias estratégicas, em um modelo de Bank-as-a-Service (BaaS), no qual a Vivo atuava como correspondente bancário da QI Sociedade de Crédito Direto. Este modelo permitiu à Vivo testar o mercado e avaliar a demanda por produtos financeiros sem a necessidade imediata de obter uma licença bancária própria, minimizando os riscos e os investimentos iniciais.
Em 29 de abril de 2021, a empresa deu um passo adiante com o lançamento oficial da conta digital “Vivo Pay”. Inicialmente, o serviço foi disponibilizado para clientes de qualquer operadora de telefonia, com um foco claro na inclusão financeira da população desbancarizada ou com acesso limitado a serviços bancários. A plataforma oferecia funcionalidades como transferências via Pix e pagamento de contas. Essa fase inicial serviu como um período de aprendizado, permitindo à Vivo coletar dados e ganhar experiência no setor financeiro antes de se comprometer com uma operação independente.

### Expansão e unificação da marca (2022–2024)
Com a experiência adquirida, a Vivo iniciou um processo de expansão e consolidação de seu portfólio financeiro. A empresa passou a agrupar todos os seus serviços sob a marca guarda-chuva “Vivo Pay”, que se tornou a plataforma central de soluções financeiras da companhia. O portfólio foi diversificado para além do empréstimo pessoal, passando a incluir seguros para celulares e eletrônicos, consórcios e, em julho de 2024, novos produtos de crédito como o “Parcela Pix” e a “Antecipação do Saque-Aniversário do FGTS”.
Paralelamente, a estratégia de distribuição foi refinada. A Vivo decidiu centralizar o acesso a todos os serviços financeiros diretamente no aplicativo principal da operadora, o “App Vivo”, que já contava com uma base consolidada de mais de 22 milhões de usuários únicos. Essa integração visava simplificar a jornada do cliente, eliminando a necessidade de baixar um aplicativo separado e aproveitando o principal canal de interação da empresa com sua base de clientes.

### Transformação em Sociedade de Crédito Direto (2024)
O ponto de inflexão na estratégia financeira da Vivo ocorreu em 2024. Durante o evento “Vivo Day”, em abril, a alta administração da Telefônica Brasil, representada por executivos como Ricardo Hobbs, anunciou publicamente a intenção de solicitar ao Banco Central uma licença para operar como Sociedade de Crédito Direto (SCD). A medida representava uma evolução do modelo de negócios, de um intermediário que dependia de parceiros para uma instituição financeira capaz de operar com autonomia.
A entidade legal foi formalmente registrada com data de fundação em 30 de setembro de 2024. Contudo, o marco operacional decisivo ocorreu em 2 de setembro de 2024, quando o Banco Central concedeu a autorização de funcionamento para a empresa. Com a licença de SCD, a Vivo Pay foi habilitada a realizar operações de crédito e financiamento com recursos próprios e por meio de plataforma eletrônica, o que, segundo o CEO Christian Gebara, proporciona maior flexibilidade para lançar novos produtos, aumentar a eficiência e reduzir custos operacionais ao eliminar a dependência de intermediários.

## Atuação e Produtos

### Modelo de Operação
A Vivo Pay opera com um modelo de negócio 100% digital, onde todas as interações e contratações de produtos são realizadas online. A principal porta de entrada para os serviços é a aba "Vivo Pay" dentro do "App Vivo", o aplicativo de relacionamento da operadora com seus clientes. Essa integração profunda é um pilar estratégico, pois alavanca a base de mais de 24 milhões de usuários únicos do aplicativo e os dados de um dos maiores data lakes do Brasil para oferecer produtos financeiros de forma personalizada e com análise de crédito mais eficiente.
A empresa enfatiza a "credibilidade Vivo" como um diferencial, associando a segurança e a confiança da marca de telecomunicações aos seus produtos financeiros. A transição do modelo de parceria para o de SCD foi planejada para não gerar impacto na experiência do consumidor final, ao mesmo tempo em que confere à Vivo controle total sobre a operação ("fim a fim"), permitindo maior autonomia para inovar e integrar os serviços aos seus canais.

### Portfólio de Serviços
O portfólio de produtos da Vivo Pay é estruturado para atender a diferentes necessidades financeiras dos clientes Vivo, com uma seleção de serviços que demonstram alta sinergia com o negócio principal de telecomunicações e varejo de eletrônicos da empresa. Os produtos são organizados em categorias como empréstimos, seguros e outros serviços financeiros.
| Categoria       | Produto/Serviço                       | Descrição |
| --------------- | ------------------------------------- | --- |
| Crédito         | Empréstimo Pessoal                    | Oferta de crédito pessoal com valores de R$ 500 a R$ 50 mil, com contratação totalmente digital. O serviço pode ser utilizado para diversas finalidades, incluindo o financiamento de smartphones e outros dispositivos vendidos pela Vivo. |
| Crédito         | Antecipação de Saque-Aniversário FGTS | Permite que trabalhadores com contas ativas ou inativas do FGTS antecipem o valor correspondente ao seu saque-aniversário. |
| Crédito         | Parcela Pix                           | Serviço que permite ao cliente realizar uma compra via Pix e parcelar o valor em até 12 vezes. |
| Crédito         | Crédito Antecipado                    | Modalidade de crédito rápido para necessidades imediatas. |
| Seguros         | Seguro Celular                        | Apólice de seguro para proteção de smartphones contra roubo, furto e danos. |
| Seguros         | Seguro Eletrônicos                    | Cobertura para outros dispositivos eletrônicos, como tablets e notebooks. |
| Seguros         | Seguro Residencial                    | Apólice de seguro para proteção de residências. |
| Outros Serviços | Consórcio                             | Modalidade de compra planejada para aquisição de bens, como smartphones, em parceria com a startup Klubi. |

### Desempenho Financeiro
A vertical de serviços financeiros tem demonstrado crescimento relevante para a Telefônica Brasil. Em junho de 2024, a carteira de empréstimo pessoal da Vivo Pay atingiu a marca de R$ 446 milhões, o que representou um aumento de 62,4% em comparação com o mesmo período do ano anterior. No acumulado de 12 meses, entre julho de 2023 e junho de 2024, as receitas provenientes de serviços financeiros totalizaram R$ 450 milhões, um crescimento anual de 26,9%.